# Vlámský Brabant
Vlámský Brabant (nizozemsky Vlaams-Brabant, francouzsky Brabant flamand) je jedna z pěti provincií, které tvoří Vlámský region v Belgii.
Sousedí na severu s provincií Antverpy, na západě s provincií Limburk, na jihu s provinciemi Lutych, Valonský Brabant a Henegavsko a na západě s provincií Východní Flandry.
Vlámský Brabant má hranice rovněž s Bruselským regionem, který ze všech stran obklopuje.
S rozlohou 2106 km² je Vlámský Brabant nejmenší provincií Vlámského regionu a druhou nejmenší provincií Belgie (menší je pouze Valonský Brabant).
Počet obyvatel činí 1 044 133 a hustota zalidnění je 587 obyv. na km² (údaje z 1. ledna 2006).
Vlámský Brabant vznikl 1. ledna 1995, kdy došlo k rozdělení bývalé provincie Brabant na tři části – dvě nové provincie (Vlámský a Valonský Brabant) a Region Brusel-hlavní město, který nepatří do žádné provincie.

## Administrativní uspořádání
Vlámský Brabant je rozdělen na dva okresy (nizozemsky arrondissementen), a sice Halle-Vilvoorde na západě a Lovaň ve východní části.
Provincie zahrnuje celkem 65 obcí.
Jejím správním centrem a zároveň největším městem je Lovaň.
| Arrondissement              | Arrondissement Halle-Vilvoorde | Arrondissement Lovaň |
| Počet obyvatel (1. 1. 2006) | 576 008 | 468 125 |
| Rozloha                     | 942,93 km² | 1168,83 km² |
| Obce                        | - Affligem - Asse - Beersel - Bever - Dilbeek - Drogenbos - Galmaarden - Gooik - Grimbergen - Halle - Herne - Hoeilaart - Kampenhout - Kapelle-op-den-Bos - Kraainem - Lennik - Liedekerke - Linkebeek - Londerzeel - Machelen - Meise - Merchtem - Opwijk - Overijse - Pepingen - Roosdaal - Sint-Genesius-Rode - Sint-Pieters-Leeuw - Steenokkerzeel - Ternat - Vilvoorde - Wemmel - Wezembeek-Oppem - Zaventem - Zemst | - Aarschot - Begijnendijk - Bekkevoort - Bertem - Bierbeek - Boortmeerbeek - Boutersem - Diest - Geetbets - Glabbeek - Haacht - Herent - Hoegaarden - Holsbeek - Huldenberg - Keerbergen - Kortenaken - Kortenberg - Landen - Leuven/Lovaň - Linter - Lubbeek - Oud-Heverlee - Rotselaar - Scherpenheuvel-Zichem - Tervuren - Tielt-Winge - Tienen - Tremelo - Zoutleeuw |